# Бонковець (Мазовецьке воєводство)
Бонковець (пол. Bąkowiec) — село в Польщі, у гміні Ґарбатка-Летнисько Козеницького повіту Мазовецького воєводства.
Населення — 407 осіб (2011).
У 1975-1998 роках село належало до Радомського воєводства.

## Демографія
Демографічна структура станом на 31 березня 2011 року:
|          | Загалом | Допрацездатний вік | Працездатний вік | Постпрацездатний вік |
| -------- | ------- | ------------------ | ---------------- | -------------------- |
| Чоловіки | 195     | 35                 | 140              | 20                   |
| Жінки    | 212     | 40                 | 113              | 59                   |
| Разом    | 407     | 75                 | 253              | 79                   |